# Christa Hauer-Fruhmann
Pour les articles homonymes, voir Hauer.
Christa Hauer-Fruhmann née le 13 mars 1925 à Vienne, morte le 21 mars 2013 à Lengenfeld est une peintre autrichienne, engagée sur le plan culturel et politique dans des organisations de défense et promotion des femmes artistes.

## Biographie
Elle étudie deux ans à l'école des arts et métiers. De 1941 à 1947, elle étudie à l'académie des beaux-arts de Vienne avec Herbert Dimmel, Carl Fahringer et Fritz Wotruba. Dans les années 50, elle séjourne plusieurs années à Chicago. En 1957, elle épouse le peintre Johann Fruhmann.
À la suite de son séjour à Chicago, sa peinture est empreinte de l'Action painting. Elle utilise des couleurs vives. Elle peint des formes abstraites ou solaires. Puis elle s'oriente dans des formes plus proche de la nature.
Elle s'engage fortement sur le plan culturel et politique. Elle fonde en 1960 à Vienne la Galerie im Griechenbeisl, qu'elle dirige jusqu'en 1971. Entre 1960 et 1971, elle présente et expose 180 artistes étrangers et plus de 70 artistes nationaux. Karl Prantl, Christian Ludwig Attersee ou Martha Jungwirth y ont leurs premières expositions.
Elle organise de 1964 à 1968 le symposium des sculpteurs européens à St. Margarethen dans le Burgenland.

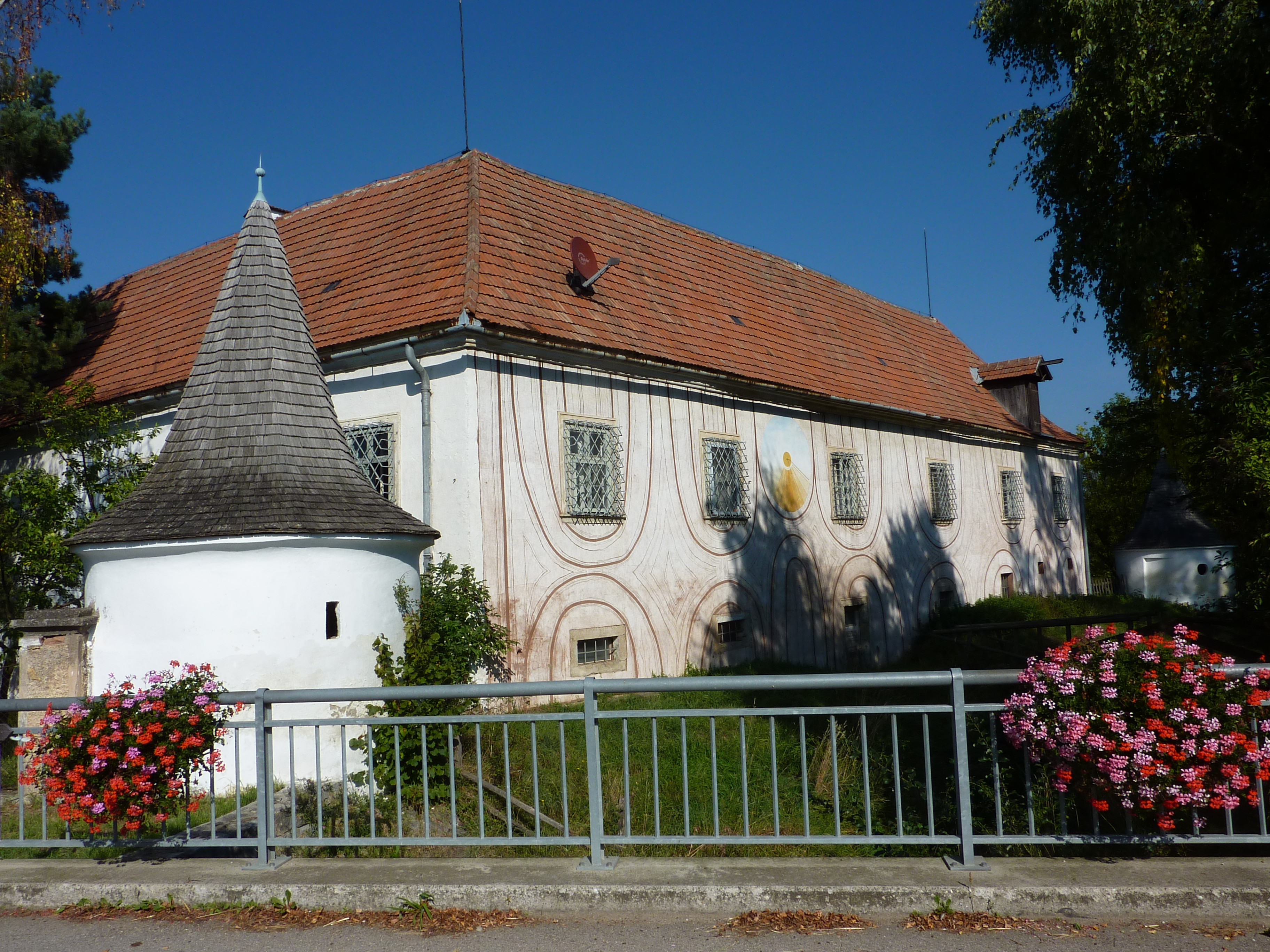
Château et lieu d'exposition à Lengenfeld

En 1970, elle achète avec Johann Fruhmann, le château de Lengenfeld, qu'elle restaure. Elle y organise des expositions.
En 1975, à l'occasion de l'année internationale de la femme, une exposition d'artistes femmes est prévue au musée ethnologique de Vienne. Le jury est exclusivement masculin. De nombreuses artistes femmes protestent publiquement. 46 des 85 femmes sélectionnées se retirent de l'exposition.
Par la suite, Christa Hauer-Fruhmann et Angelika Kaufmann soumettent au ministre chargé des arts, des propositions pour améliorer la situation et la visibilité des femmes artistes. Celui-ci répond qu'il n'est pas compétent. En 1977, douze artistes femmes créent l'association féministe IntAkt - Internationale Aktionsgemeinschaft bildender Künstlerinnen. Christa Hauer-Fruhmann en est la présidente. IntAkt se mobilise pour que les femmes accèdent aux professorat d'art. En 1980, Maria Lassnig est la première artiste à être nommée. En 2023, IntAkt est toujours en activité et continue de promouvoir les artistes femmes.
De 1979 à 1983, elle est présidente de la Berufsverband bildender Künstler in Österreich (BVÖ).
En 2003, Christa Hauer-Fruhmann organise l'exposition Mimosas, Rosen, Herbstzeitlosen, qui rassemble la production d'artistes autrichiennes depuis 1945. Cette exposition a lieu à la Kunsthalle Krems (de). Le travail de 167 artistes est présenté.

## Expositions
- als Gast beim Kreis, Künstlerhaus, Wien, 1959[8]

- Profil III, Österreichische Kunst heute, Städt. Kunstgalerie, Bochum, 1968

- Wiener Secession - Neue Mitglieder, 1974

- Österreichische Malerei nach 1945, Dokumentationszentrum, St. Pölten, 1979

- Identitätsbilder, Intakt, Wiener Secession, 1984

- Wien 1945 - davor und danach, Museum Moderner Kunst (20er Haus), Vienne, 1985

- NÖ Dokumentationszentrum für Moderne Kunst, 1986

- Zeichen und Gesten, Wiener Secession, 1986

- Moderne Galerie im Dominikanerkloster, Krems, 1987

- Jugendwerke vom Schillerplatz, Akademie der bildenden Künste, Vienne, 1988

- NÖ Landesmuseum, Vienne, 1995

- Künstler, Sammler, Mäzene, Kunsthalle Krems, 1996

- Aktuelle Kunst aus Niederösterreich, Kunsthalle Krems, 1998

- Meisterwerke des NÖ Landesmuseums, Kunsthalle Krems, 2000

- Galerie Hofstätter, Vienne, 2001
- Galerie Altnöder, Salzburg, 2001
- Galerie Maier, Innsbruck, 2001
- Galerie Figl, Linz, 2001
- Galerie Kopriva, Krems, 2001
- Galerie Carinthia, Klagenfurt, 2001

- Galerie Figl, Linz, 2003

- Galerie Kopriva, Krems, 2003

- Niederösterreichisches Landesmuseum St. Pölten, 2005

- Galerie Leonhard, Graz, 2006
- Galerie Kopriva, Krems, 2006

- Art Austria, Vienne, 2011

## Prix et distinctions
- Médaille d'honneur d'argent pour services rendus à la République d'Autriche, récompense honorifique 1997 de l'État de Basse-Autriche, 1997[6]